# Gora (gmina Krško)
Gora – wieś w Słowenii, w gminie Krško. W 2018 roku liczyła 103 mieszkańców.